# Quận Jackson, Florida
Quận Jackson là một quận thuộc tiểu bang Florida, Hoa Kỳ. Quận lỵ đóng ở Marianna6. 
Dân số theo điều tra năm 2010 của Cục điều tra dân số Hoa Kỳ là 49746 người.

## Địa lý
Theo Cục điều tra dân số Hoa Kỳ, quận này có diện tích 2470 km2, trong đó có 100 km2 là diện tích mặt nước.